# Sammallahdenmäki

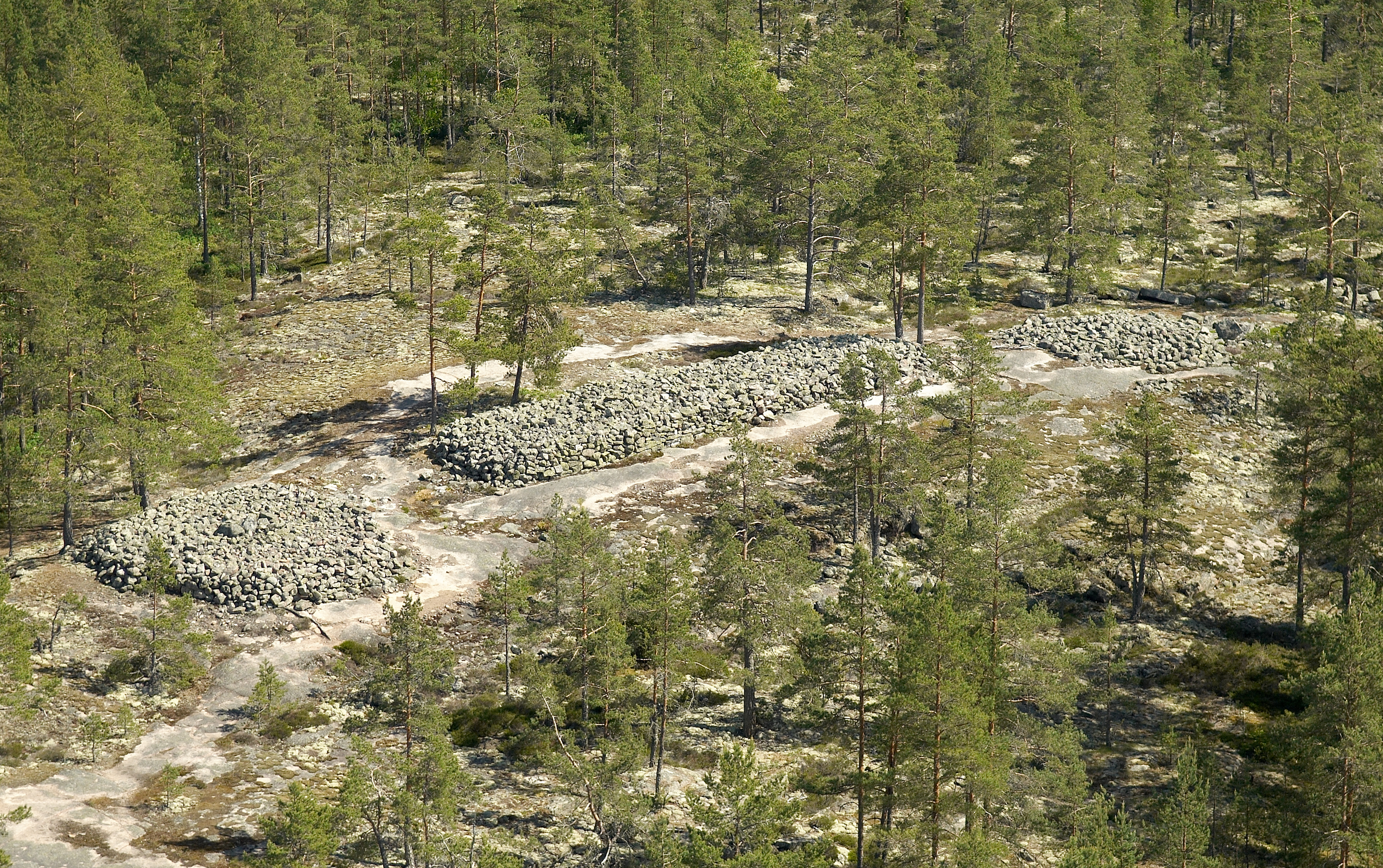
Röser auf dem Sammallahdenmäki

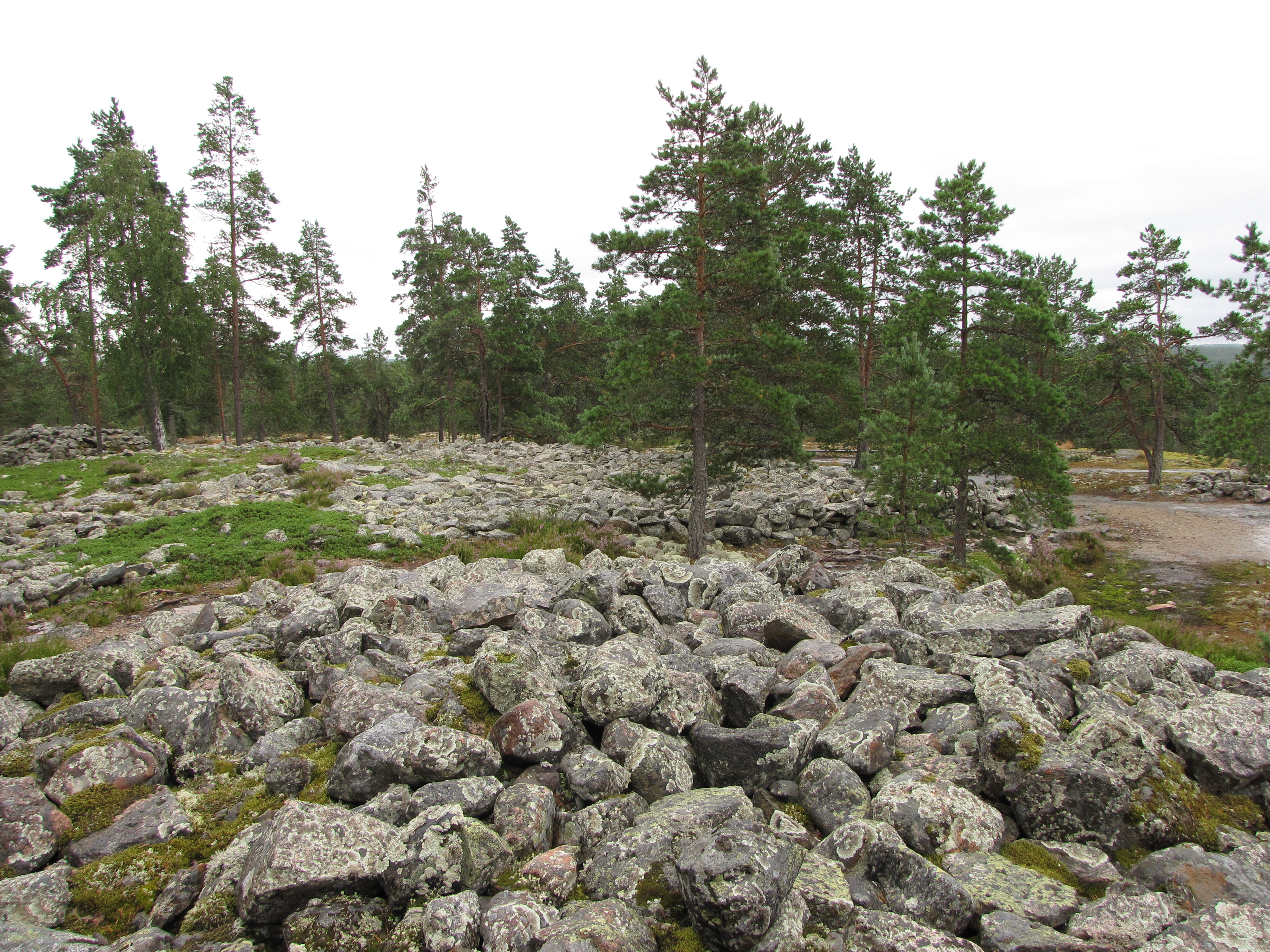
Gräber auf dem Sammallahdenmäki

Der Sammallahdenmäki ist ein Hügel im westfinnischen Ort Lappi, der zur Stadt Rauma gehört. Auf dem Hügel liegen etwa 36 bronzezeitliche Rösen (Steinhaufengräber). Das Gräberfeld ist eine bedeutende archäologische Stätte der nordischen Länder und wurde zum 1. Dezember 1999 auf die Liste des UNESCO-Weltkulturerbes aufgenommen.
Die Rösen, die sich auch in der Bronzezeit Dänemarks und Schwedens finden, wurden etwa in den Jahren 1500 bis 100 v. Chr. an der Ostküste des bottnischen Meerbusens errichtet. Da sich das Land seitdem durch die postglaziale Landhebung um rund 30 m hob, liegen die Grabstätten inzwischen mehr als 15 km vom Meer.
Die Steinhaufen sind in der lokalen Literatur schon 1878 erwähnt. Im Jahr 1891 wurden die ersten Untersuchungen durchgeführt, bei denen vier Gräber sowie der in den nordischen Ländern einmalige so genannte „Kirchenboden“ untersucht wurden. Der „Kirchenboden“ stellt ein unregelmäßiges, viereckiges Steinfeld dar, das vermutlich als Grab verwendet wurde, wobei die Gräber normalerweise rund waren. Bei den Untersuchungen wurden verbrannte menschliche Knochen gefunden, weshalb davon ausgegangen wird, dass die Bestattungsrituale der damaligen Zeit Feuerbestattungen waren. In einem der Gräber wurden in einem steinernen Kasten auch Bronzefragmente gefunden, die von Grabbeigaben herrühren.
Bei der Altersanalyse der Gräber mittels Radiokohlenstoffmethode wurde festgestellt, dass die ältesten Gräber in der Zeit 1300–1000 v. Chr., die jüngsten zwischen 170 und 82 v. Chr. entstanden sein müssen. Bei weiteren Ausgrabungen in den Jahren 2003 und 2004 in der Nähe der Gräber wurden auch bronzezeitliche Wohnstätten ausfindig gemacht, die in etwa das Alter der jüngeren Gräber haben. Sie wurden durch Überreste von Feuerstellen und Bronzeteilen identifiziert.